# Razloge
 Razloge  falu Horvátországban, a Tengermellék-Hegyvidék megyében. Közigazgatásilag Delnicéhez tartozik.

## Fekvése
Fiumétól 28 km-re északkeletre, községközpontjától 13 km-re északnyugatra, a horvát Hegyvidék középső részén, a Kulpa forrásvidékén fekszik.

## Története
A településnek 1857-ben 195, 1910-ben 203 lakosa volt. A trianoni békeszerződésig Modrus-Fiume vármegye Delnicei járásához tartozott. 2011-ben 9 lakosa volt.

## Lakosság
| Lakosság változása | Lakosság változása | Lakosság változása | Lakosság változása | Lakosság változása | Lakosság változása | Lakosság változása | Lakosság változása | Lakosság változása | Lakosság változása | Lakosság változása | Lakosság változása | Lakosság változása | Lakosság változása | Lakosság változása | Lakosság változása |
| ------------------ | ------------------ | ------------------ | ------------------ | ------------------ | ------------------ | ------------------ | ------------------ | ------------------ | ------------------ | ------------------ | ------------------ | ------------------ | ------------------ | ------------------ | ------------------ |
| 1857               | 1869               | 1880               | 1890               | 1900               | 1910               | 1921               | 1931               | 1948               | 1953               | 1961               | 1971               | 1981               | 1991               | 2001               | 2011               |
| 195                | 211                | 156                | 181                | 208                | 203                | 186                | 281                | 67                 | 68                 | 80                 | 68                 | 42                 | 28                 | 10                 | 9                  |

## Nevezetességei
A település határában található a Kulpa forrása.